# Challenge Cup of the Americas
El Challenge Cup of the Americas 2022 fue un torneo de rugby entre clubes sudamericanos pertenecientes a la Súper Liga Americana de Rugby (SLAR) frente a equipos de Estados Unidos y Canadá.
El torneo se disputó en Denver, Estados Unidos.

## Equipos participantes
- American Raptors
- Jaguares XV
- Peñarol Rugby
- UBC Old Boys Ravens

## Clasificación
| Pos. | Equipo              | Encuentros | Encuentros | Encuentros | Encuentros | Tantos  | Tantos    | Tantos     | Puntos |
| Pos. | Equipo              | jugados    | ganados    | empatados  | perdidos   | a favor | en contra | diferencia | Puntos |
| ---- | ------------------- | ---------- | ---------- | ---------- | ---------- | ------- | --------- | ---------- | ------ |
| 1    | Jaguares XV         | 2          | 2          | 0          | 0          | 149     | 10        | +139       | 10     |
| 2    | Peñarol Rugby       | 2          | 1          | 0          | 1          | 40      | 33        | +7         | 4      |
| 3    | UBC Old Boys Ravens | 2          | 1          | 0          | 1          | 33      | 94        | -61        | 4      |
| 4    | American Raptors    | 2          | 0          | 0          | 2          | 10      | 95        | -85        | 0      |

#### Resultados
| 11 de junio | American Raptors | 0 - 69 | Jaguares XV |  |  |

| 11 de junio | UBC Old Boys Ravens | 23 - 14 | Peñarol Rugby |  |  |

| 18 de junio | UBC Old Boys Ravens | 10 - 80 | Jaguares XV |  |  |

| 18 de junio | American Raptors | 10 - 26 | Peñarol Rugby |  |  |

| Bandera de Argentina |
| Campeón Jaguares XV  |